# Neftekumskij rajon
Il Neftekumskij rajon (in russo Нефтекумский район?) è un rajon del Kraj di Stavropol', nel Caucaso.